# Edina (Missouri)
Edina település az Amerikai Egyesült Államok Missouri államában, Knox megyében, melynek megyeszékhelye is. Lakosainak száma 1012 fő (2020. április 1.).

## Népesség
A település népességének változása:

| 2010 | 1 176 |
| 2020 | 1 012 |